# Gimnàstica aeròbica
Per a l'esport no competitiu vegeu aeròbic

Pictograma de la gimnàstica aeròbica

La gimnàstica aeròbica, anteriorment coneguda com a aeròbic esportiu, és una disciplina de la gimnàstica en la qual s'executa una rutina de 90 segons amb moviments d'alta intensitat derivats de l'aeròbic tradicional, a més d'una sèrie d'elements de dificultat. Aquesta rutina ha de demostrar moviments continus, flexibilitat, força i una perfecta execució en els elements de dificultat.

## Origen i història
La gimnàstica aeròbica o aeròbic esportiu és una de les disciplines més joves de la Gimnàstica. L'any 1994 es va incloure com una disciplina gimnàstica al si de la Federació Internacional de Gimnàstica i el primer campionat del món FIG es va celebrar a París el 1995.
La paraula aeròbic significa literalment "amb oxigen" o "en presència d'oxigen" i fa referència al fet que, durant aquest exercici de crema de greixos, el nostre cos consumeix oxigen per fer-ho. Podem fer el càlcul per saber a quantes pulsacions hem d'estar per saber si estem fent la crema de greixos adequadament. La fórmula és: 220p/m - la nostra edat i obtindrem el límit màxim de pulsacions que podem arribar a la freqüència cardíaca màxima. La franja entre un 55 i un 85% d'aquestes pulsacions serà la nostra franja de crema de greixos i, per tant, d'exercici aeròbic. L'exercici aeròbic és una activitat que utilitza els grans grups musculars per mantenir una intensitat desitjada durant un període llarg, de forma rítmica, però durant les rutines de competició la concentració de potència muscular pot arribar a fer-nos cremar àcid làctic, fugint en algun instant de la franja aeròbica.
Durant l'execució de l'aeròbic esportiu s'ha de demostrar moviments continus, flexibilitat, força, potència, agilitat, coordinació, ritme, sentit musical i expressió, amb utilització dels moviments característics de la disciplina (combinacions coreogràfiques de braços i cames d'alta intensitat i gran complexitat).
Les característiques de l'aeròbic esportiu són: alegria, dinamisme, entusiasme, energia, motivació, carisma, demostrant en tot moment la capacitat de captivar l'audiència amb les habilitats tècniques del gimnasta i amb el seu carisma personal. La música sol ser una selecció personal adaptada a la dinàmica de la coreografia.

## Categories
- Parelles mixtes

Home i dona
- Trios

D'homes, de dones o mixtes
- Grups (5 integrants)

D'homes, de dones o mixtes
El perímetre és de 10 metres per 10 metres. Per a cada categoria amb més de dos integrants hi ha un reglament sobre els lifts, les interaccions i la distribució en l'espai.

## Puntuació
L'exercici es puntuarà segons tres factors:

### Artística
S'avalua:

- La coreografia segons la composició de moviments aeròbics i la transició entre ells, la integració amb els elements de dificultat i les figures.
- L'ús de la música en la coreografia.
- Les combinacions de passos aeròbics i moviments de braços.
- La utilització ben distribuïda de l'espai.

- La presentació i la companyonia.

### Execució
S'avalua:

- L'habilitat per executar els moviments amb màxima precisió.
- El ritme, és a dir, la realització dels moviments en consonància amb la música, i la sincronització, que és la capacitat dels gimnastes per fer els moviments alhora.
- El showmanship.
- La complexitat dels moviments.

### Dificultat
S'avaluen els elements de dificultat realitzats durant la rutina. El màxim en la categoria de Sèniors és de 12 elements.
- L'àrea de dificultat es divideix en 4 famílies:
  - Família A (força dinàmica)
  - Família B (força estàtica)
  - Família C (salts)
  - Família D (flexibilitat i equilibri)

Cada element té un valor, des de 0,1 fins a 1 punt. Per exemple, el Wenson push up té un valor de 0,3 punts. En la categoria Sènior s'ha de realitzar un mínim d'un element per família, i amb un valor mínim de 0,3 punts.

### Penalitzacions
S'apliquen penalitzacions en determinats casos, com per exemple en sortir de la pista, en no durar l'exercici el temps reglamentari, etc.
Dins de les penalitzacions també es troben aquelles referents a vestuari inadequat. Per exemple, els homes no poden utilitzar mànigues llargues en el seu vestuari; el tipus de roba no pot ser del tipus nu; no es poden usar transparències, ni vestuaris amb additaments extres com plomes, o excés d'ornaments, ni el pèl solt.